# Barren Cross
Barren Cross est un groupe de metal chrétien américain, originaire de Los Angeles, en Californie. En 1984, le bassiste Jim LaVerde et le chanteur Mike Lee (né Mike Naeyert) sont recrutés. En 1989, le groupe participe au Morton Downey Show, avec les membres de KISS et Anthrax. En 1990, Mike Lee part et rejoint le groupe Bare Bones mais participe ensuite aux autres albums de Barren Cross.

## Biographie
Pendant des années, Barren Cross atteint le succès depuis son départ du lycée en 1982. En 1985, leur premier EP indépendant, Believe, attire l'intérêt national. L'année suivante, le label Star Song Records publie leur premier album, Rock for the King. 1988 assiste à la sortie de leur deuxième album, Atomic Arena, cette fois au label Enigma Records (désormais Capitol Records) avec Poison, Ratt, Slayer, et Stryper, entre autres
En 1989, à la suite de leur premier album chez Enigma, ils publient State of Control, et Hotter than Hell Live!, un album live, sur Medusa Records, en 1990. Quelques mois plus tard, Rock for the King est réédité.
Le 8 mai 2008, le groupe annonce son retour officiel.

## Style musical
Musicalement, Barren Cross est souvent comparé à Iron Maiden, en particulier à cause de la similitude entre les voix de Mike Lee et le chanteur de Maiden Bruce Dickinson. Dans ses paroles, le groupe parle de problèmes sociétaux et personnels comme le suicide, l'avortement, le terrorisme, et l'injustice. En 1985, ils contribuent à la chanson Fight the Fight des Last Days Ministries.

## Membres
- Michael Lee - chant
- Dean Kohn - chant
- Jim LaVerde - basse
- Ray Parris - guitare
- Steve Whittaker - batterie